# Церковь Воскресения Христова на Дебре
Церковь Воскресения Христова на Дебре (Воскресенский собор) — православный храм в Костроме, на берегу реки Волги.

## История
Воскресенская церковь на Дебре — единственный сохранившийся в Костроме посадский храм XVII века. Он был построен в середине XVII века, не позднее 1652 года.
Улица Нижняя Дебря — одна из древних улиц Костромы, проходящая вдоль левого берега Волги. Название улицы указывает на густые заросли у реки, заросшую лесом низину, чащу. Эта версия подтверждается названием другой древней улицы, проходящей рядом, — Лесной. Впрочем, уже в XVII веке с названием Нижняя Дебря соперничает другое — Нижнебережняя улица, а со второй половины XIX века — Нижняя Набережная улица.

### Первая деревянная церковь
По преданию, первая церковь «на нижней дебре» была поставлена костромским князем Василием Ярославичем. Как сообщает дошедшее фрагментами его «Житие», молодой князь любил охотиться в борах над Чёрной речкой и, чтобы не водить всякий раз с Сулы своры собак, перевёл туда псарню, поселил псарей и построил для них деревянную церковь Воскресения. К XV веку выросший вдоль Волги Вознесенский посад достиг здешних мест, в XVII веке в районе Дебри располагались многочисленные кожевенные мастерские. В начале XVII века здесь, на Нижней Дебре, значится шатровая деревянная посадская церковь Воскресения с приделом святой Екатерины и с тёплой церковью Космы и Дамиана.

### Каменное здание
Умножившееся посадское население решило возвести на их месте каменный храм. Самый крупный вклад на его сооружение внёс богатый торговец из Гостиной сотни Кирилл Григорьев сын Исаков, живший неподалёку — «от реки от Черной идучи к Боровой улице». Согласно преданию, среди бочонков краски, поставленных ему из Англии, обнаружил один не с краской, а с золотыми монетами. Исаков решил использовать их на строительство церкви.
Строили храм мастера из Ярославля и Великого Устюга. Храм был расписан вскоре после постройки, в 1650—1652 годах. Предположительно, росписи сделаны мастерами артели Василия Запокровского, а фрески Трёхсвятительского придела — в 1670 году, как предполагают, Гурием Никитиным и его артелью.

### Перестройки
В 1740-х годах окна церкви были растёсаны, проёмы галереи заложены, а западное крыльцо соединено крытым переходом со Святыми воротами.
Первоначально при храме была колокольня. Но в 1801 году при перестройке соседнего «тёплого» Знаменского храма, составляющего с Воскресенской церковью единый комплекс, колокольня была разобрана, а на её месте возведена новая, примыкающая к Знаменской церкви.

### Реставрация. Посещение императорской семьёй
В 1911—1912 годах церковь была частично реставрирована архитектором Дмитрием Милеевым. В 1913 году, во время празднования 300-летия Дома Романовых, её посещал император Николай II с дочерьми и свитой.

### Советский период. Запустение
В советское время храм оставался действующим до 1930-х годов. Тогда он был закрыт, и в его стенах устроили зернохранилище, а в подклете был военный склад. В 1946 году храм вновь был открыт. По воспоминаниям современников, в храме не было полов, были выломаны иконы из иконостасов, выбиты окна. Более четверти века (с 1964 года) небольшая церковь служила кафедральным собором Костромской епархии. Здесь до 1991 года сохранялась одна из самых почитаемых костромских святынь — Феодоровская икона Божией Матери из разрушенного большевиками в 1934 году Успенского собора. В 1967—1969 годах были проведены реставрационные работы во входной группе и Святых воротах.

### Современность
При церкви Воскресения на Дебре в 1993 года был учреждён Знаменский женский монастырь, в ведение которого была передана также полуразрушенная соседняя Знаменская церковь. Церковь восстанавливают, полностью отстроена заново пятиярусная колокольня.

## Архитектура
Здание церкви — крестовокупольное, без трапезной, четырёхстолпное и пятиглавое, с тремя апсидами. Церковь поставлена на подклет и окружена галереями с крыльцами (три шатровых крыльца с лестницами-всходами).
Северный придел Трёх Святителей с горкой кокошников — одноглавый. Его интерьер является наиболее древним и цельным.
Помещение храма разделено четырьмя квадратными столбами с перекинутыми между ними и стенами подпружными арками на девять частей. Подкупольный квадрат сдвинут к востоку. У галереи — коробовые своды с распалубками над арками, у крылец — крестовые. Придел перекрыт сомкнутым сводом, все апсиды — коробовыми с конхами.
«Святые ворота» ограды находятся с западной стороны церкви и представляют собой кирпичное сооружение с белокаменными деталями в виде двухпролётной арки с широким проездом и более узким проходом, поставленное вдоль улицы.